# Saut à ski aux Jeux olympiques de 1936
Pour des articles plus généraux, voir Saut à ski aux Jeux olympiques et Jeux olympiques d'hiver de 1936.
Navigation
Lake Placid 1932 Saint-Moritz 1948
L'épreuve de saut à ski aux Jeux olympiques d'hiver de 1936 a lieu le 16 février 1936 au Große Olympiaschanze, à Garmisch-Partenkirchen en Allemagne.

## Podium
| Épreuve                    | Or                | Argent              | Bronze                |
| -------------------------- | ----------------- | ------------------- | --------------------- |
| Tremplin normal individuel | Birger Ruud (NOR) | Sven Selånger (SWE) | Reidar Andersen (NOR) |

## Résultats
| Place | Nation   | Athlète            | Points |
| ----- | -------- | ------------------ | ------ |
| 1er   | Norvège  | Birger Ruud        | 232.0  |
| 2e    | Suède    | Sven Selånger      | 230.5  |
| 3e    | Norvège  | Reidar Andersen    | 228.9  |
| 4e    | Norvège  | Kaare Wahlberg     | 227.0  |
| 5e    | Pologne  | Stanislaw Marusarz | 221.6  |
| 6e    | Finlande | Lauri Valonen      | 219.4  |
| 7e    | Japon    | Masaji Iguro       | 218.2  |
| 8e    | Norvège  | Arnholdt Kongsgård | 217.7  |

## Tableau des médailles
| Place | Nation  |   |   |   | Total |
| ----- | ------- | - | - | - | ----- |
| 1er   | Norvège | 1 | 0 | 1 | 2     |
| 2e    | Suède   | 0 | 1 | 0 | 1     |